# Gehestraße (Dresden)
Die Gehestraße im Dresdner Stadtteil Pieschen ist Teil einer Nebenstraße zwischen der Erfurter Straße und der Bürgerstraße.

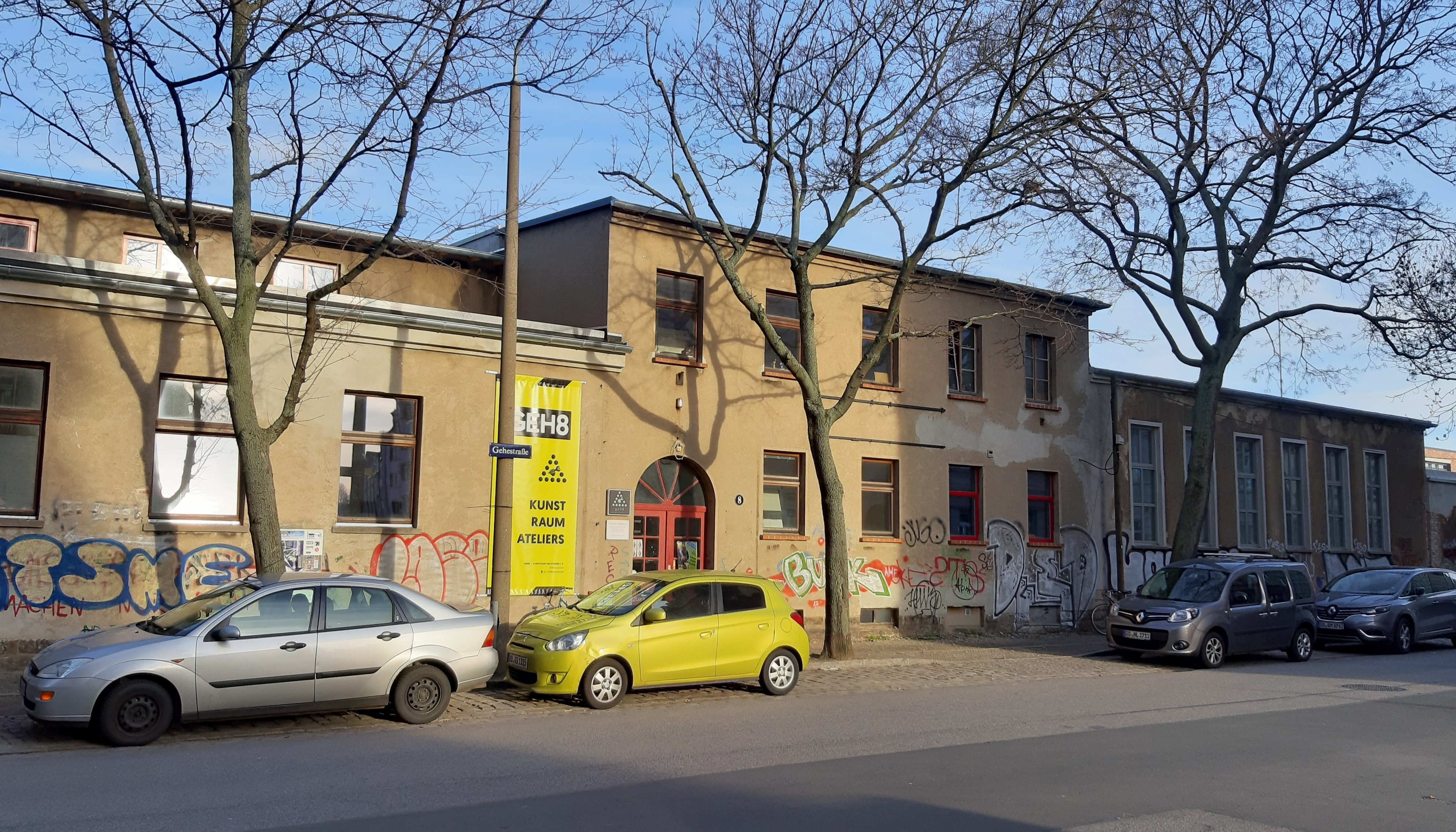
Künstler- und Kulturhaus GEH8

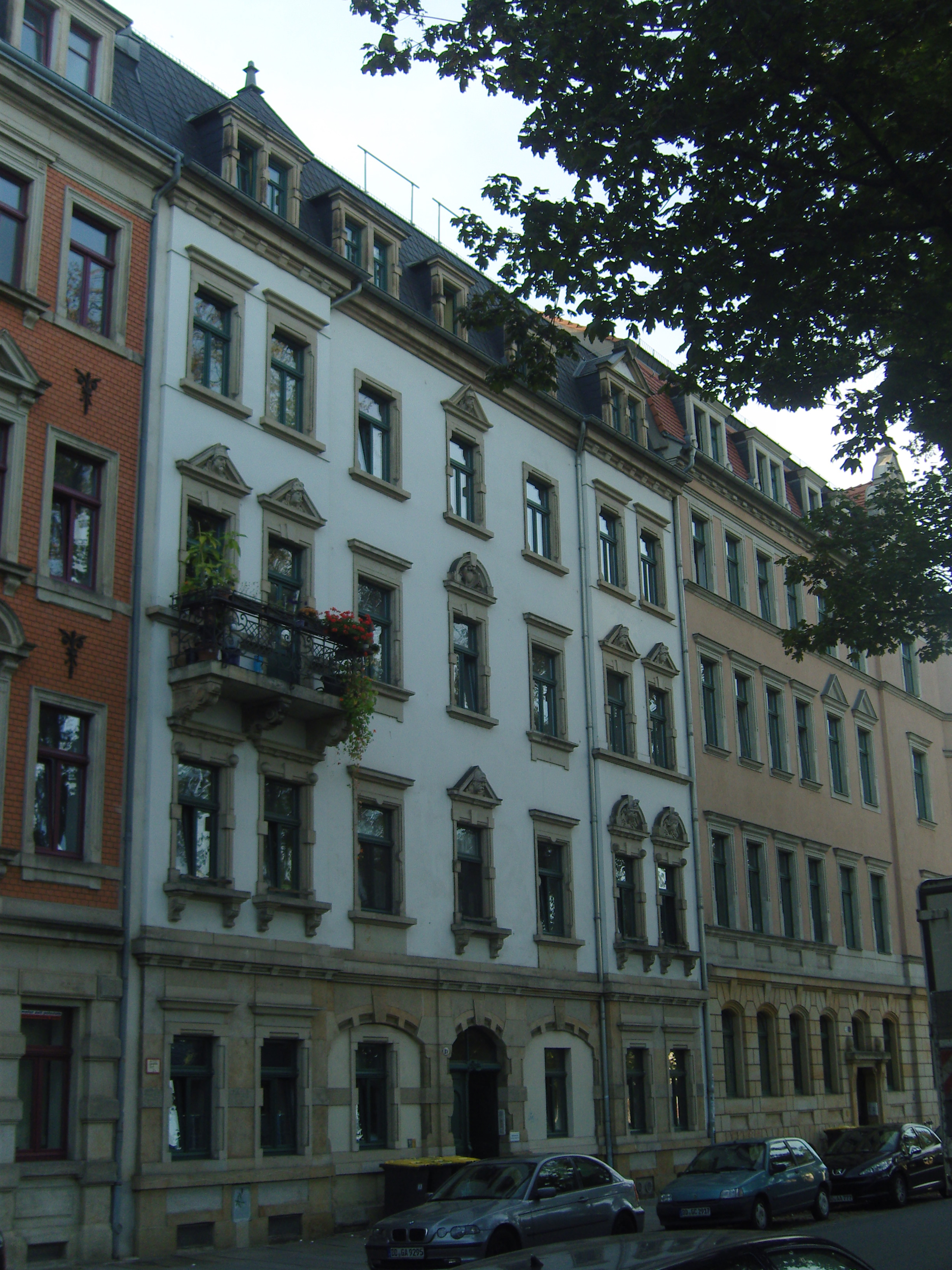
Gehestraße 19

## Lage
Im Norden von Dresden befindet sich die heutige 1235 Meter lange Nebenstraße Gehestraße  beginnend an der Einmündung von der Erfurter Straße bis zur Bürgerstraße. Die Gehestraße verläuft von Richtung Erfurter Straße parallel zu den Bahnanlagen der ehemals Leipzig-Dresdner Eisenbahn und mündet in die Bürgerstraße.

## Geschichte
Die Gehestraße ist eine Nebenstraße in der Leipziger Vorstadt. Sie verläuft vor der Erfurter Straße im Südosten entlang parallel zum Bahndamm des ehemaligen Güterbahnhofes der Leipzig-Dresdner Eisenbahn. Statistisch gesehen stellt es die Stadtteilgrenze zwischen der Leipziger Vorstadt und Pieschen dar. Die Straße wurde im Jahr 1888 nach Franz Ludwig Gehe, dem chemisch-pharmazeutischen Großhändler und Industrieller, Politiker und PhilanthropBegründer und Gründer der Gehestiftung, benannt. Von der Gehestraße beginnen folgende Straßen: Eisenberger Straße, Hartigstraße, Weimarische Straße und Konkordienstraße in Richtung Leipziger Straße. Der ehemalige Güterbahnhof wurde im Jahr 1968 in einen Containerbahnhof umgestaltet. Auf dem restlichen Gelände entstand im Jahr 2019 das Gymnasium Dresden-Pieschen und eine nette kleine Parkanlage mit einem Kinderspielplatz. In der Nummer Gehestraße 8, dem ehemaligen Reichsbahnwagenausbesserungswerk, befindet sich das Künstler- und Kulturhaus GEH8, eine gemeinnützige Gesellschaft in Dresden zur Förderung der zeitgenössischen Kunst und Kultur. Die Gebäude Gehestraße 1 bis 1d sind Denkmalobjekte, Anlage aus gestaffelter Häuserzeile, beidseitigen Vorgärten und Querriegel, Reformstilarchitektur, baugeschichtlich bedeutend. Weitere Denkmale sind die Häuser Nummer 13, 15, 17, 19 und 21.